# Autocle
Autocle, figlio di Strombichide del demo di Evonimo (in greco antico: Aὐτοκλῆς?, Autoklês; V secolo a.C.), è stato un diplomatico e militare ateniese del IV secolo a.C., uno degli inviati ateniesi mandati a negoziare la pace con Sparta nel 371 a.C.

## Biografia
Senofonte riporta un suo discorso piuttosto sconsiderato, che fu pronunciato in questa occasione, prima del congresso a Sparta, ed esso non conferma affatto la fama di buon oratore attribuitagli nello stesso punto del brano.
Forse fu lo stesso Autocle che, nel 362 a.C., fu nominato comandante in Tracia e fu processato per aver causato, colla sua inattività, il trionfo di Cotys I sul ribelle Miltocite.
Aristotele si richiama ad un passaggio del discorso di Autocle contro Missidemide, mostrando uno dei suoi tòpoi retorici.